# El Bellaco
El Bellaco es una localidad uruguaya del departamento de Treinta y Tres.

## Ubicación
La localidad se encuentra situada en la zona sur del departamento de Treinta y Tres, junto a las costas del arroyo Corrales, límite con el departamento de Lavalleja, y 2.5 km al oeste de la ruta 8.

## Población
De acuerdo al censo de 2011 la localidad contaba con una población de 54 habitantes.
| 50            | 13 | 54 |
| (Fuente: INE) |    |    |